# Paleografie româno-chirilică

Pagină din Cazania lui Varlaam, Iași, 1643. Text transcris:
Stihuri în stema domniei Moldovei
Deși vedzi căndva sămn groaznic,
să nu te miri cănd să aratâ putearnic.
Că putearnicul putearia-l închipuiaște,
și slăvitul podoaba-l schizmeaște.
Cap de buâr și la domnii Moldovenești,
ca putearia aceii hieri să o socotești,
De unde mari domni spre laudâ ș-au făcut cale,
de-acolo și Vasilie vodă au ceput lucrurile sale.
Cu învățături ce în țara sa temeliuiaște,
nemuritoriu nume pre lume știe zideaște.

Paleografia româno-chirilică este știința auxiliară a istoriei care se ocupă cu citirea, studierea și transcrierea corectă a documentelor (hrisoave, ispisoace, testamente, etc.) și a manuscriselor scrise în limba română cu alfabetul chirilic. Pe lângă citirea și transcrierea textelor vechi, paleografia româno-chirilică analizează și sistemele grafice speciale, abrevierile, slovele-cifre, precum și hârtia, și ustensilele grafice folosite.
La 8 februarie 1860, Ion Ghica, ministru al Treburilor Interne, a hotărât folosirea exclusivă a alfabetului latin în cancelariile Principatelor Unite ale Moldovei și Țării Românești. După ce s-a oficializat scrierea cu alfabet latin, din 1860 a început transcrierea vechilor texte din alfabetul chirilic român. Știința paleografică a stabilit norme și principii de transcriere a textelor transmise în vechea grafie și de redarea lor după normele ortografice moderne. Biserica ortodoxă a păstrat scrierea româno-chirilică pentru încă o perioadă de timp și abia la sinodul din 1881 a luat decizia de a trece la redarea limbii române prin alfabetul latin.
Spre deosebire de alte paleografii, aplicate la limbile slave (sârbă, bulgară, rusă) în cazul acesta alfabetul chirilic a fost folosit pentru o limbă neslavă, și anume o limbă romanică, care are un fonetism și o structură diferită. De aici a rezultat dificultatea redării valorii fonetice a textelor elaborate în limba română cu alfabet chirilic până la mijlocul secolului al XIX-lea. Studiile de paleografie româno-chirilică au pus în evidență importanța semnelor diacritice atât în întocmirea actelor vechi de cancelarie cât și pentru tipăriturile de folosință bisericească. Aceste propedii sau accente precum: spiritul lin și aspru, accentul grav și ascuțit au pătruns în uz din alfabetul grecesc prin intermediul scrisului slav.